# Sorghum × drummondii
Sudanska trava (lat. Sorghum × drummondii, sin. Sorghum vulgare), jednogodišnja hibridna vrsta sirka formule S. arundinaceum × S. bicolor. Raširena je po Sudanu, Egiptu, Maliju, Nigeru i Čadu, a danas se uzgaja po nekim zemljama južne Europe, u obje Amerike, te nekim zemljama Azije.
Uzgaja se i u Hrvatskoj, a koristi za hranidbu domaćih životinja (krave, ovce i koze)